# Richard A. Knaak
Œuvres principales
- Série La Guerre des Anciens

Richard A. Knaak, né le 28 mai 1961 à Chicago dans l'Illinois, est l'auteur de nombreux romans fantasy, parfois issus de jeux vidéo, tels Warcraft (voir la liste des romans issus de cet univers) et Diablo.

## Biographie
Né à Chicago en mai 1961, Richard A. Knaak s'est intéressé à l'art de conter quand il a appris à lire, surtout les contes de rêve et de mystère. Très tôt, il a découvert les auteurs Andre Norton, Roger Zelazny, Arthur Conan Doyle et Edgar Rice Burroughs, qui ont tous eu une influence sur son travail. Le manque de véritables limites dans le rêve lui a lancé un appel, surtout le thème de l'idéal héroïque. Ayant déjà lu La Famille Suisse Robinson, Knaak a aperçu Storm over Warlock de Norton dans la collection de sa sœur par hasard (le destin qui le prend peut-être en main, car c'était le seul roman SF et fantasy qu'elle possédait). Il a dévoré tous les livres qu'il trouvait à la bibliothèque locale.
Il est entré au collège en chimie mais s'est finalement rendu compte de son erreur et est retourné à son premier amour, l'écriture. Il passe son bac en rhétorique à l'Université de l'Illinois à Champaign-Urbana.

## Travail surLancedragon
Tôt, en 1986, il a découvert la série Lancedragon. Ses manuscrits avec lui, Knaak s'est rendu à TSR dans ses anciens locaux du Wisconsin et est littéralement resté dans la rue et a demandé à parler avec l'éditeur du livre. Il leur dit que si dans deux semaines, il n'avait pas de réponse, il les contacterait de nouveau. Il est parti, certain que ses échantillons traînaient dans les poubelles. Cependant, espérant encore, il les contacte et il lui a été dit que, bien qu'ils ne puissent pas utiliser ses manuscrits, ils ont suffisamment aimé son style d'écriture pour qu'ils lui demandent de soumettre des idées. Des quatre idées qu'il soumit, trois ont été choisies et lui permirent de paraître dans chaque volume de La Séquence des Contes.
TSR lui demande alors d'écrire les contes de Huma, le légendaire chevalier. La Légende de Huma est devenue un livre à succès et il s'est vendu 500 000 copies dans le pays[Lequel ?]. Knaak reste très fier de ce premier volume où il a introduit un personnage qui façonnerait sa carrière, le minotaure renégat Kaz. Deux ans plus tard, Kaz aura sa propre histoire, Kaz le Minotaure, suivie six ans après par le conte du retour du minotaure dans sa patrie Land of the Minotaurs.
Knaak passe beaucoup de son temps dans l'Arkansas. Pour l'instant, il travaille sur plusieurs projets, y compris une nouvelle et son cinquième roman pour Lancedragon qui se déroule à l'époque de La Guerre de la Lance. Les projets à long terme incluent une trilogie qui s'appellera The Knight in Shadow.

## Travail surDragonrealm
Parmi ses autres travaux célèbres se trouvent les dix volumes de la série Dragonrealm. La première histoire, Firedrake, est un des échantillons qui lui ont permis de trouver son travail sur Lancedragon. Comme avec Lancedragon, sa série Dragonrealm a été publiée dans nombre de langues, y compris l'espagnol, le russe, le finlandais, le danois, l'italien et l'allemand. Knaak a aussi écrit plusieurs volumes autonomes — les rêves contemporains, Frostwing, King of the Grey, et Dutchman, ainsi qu'une aventure héroïque, The Janus Mask.

## Travaux à partir des jeux vidéo Blizzard
Richard Knaak écrit à partir de 2001 une série de romans fondés sur les univers des jeux vidéo réalisés par Blizzard Entertainment, notamment Diablo (surtout le deuxième opus) et Warcraft. Il scénarise également plusieurs mangas dans l'univers de Warcraft en collaboration avec Kim Jae-hwan. Il développe particulièrement les histoires de dragons, piliers du monde, souvent protégés par des Elfes et des Humains héroïques et bienveillants.

## Œuvres

### SérieCity of Shadows
1. (en) King of the Grey, 1993
2. (en) Frostwing, 1995
3. (en) Dutchman, 1996

### UniversLancedragon
- La Légende de Huma, Fleuve noir, 2000 ((en) The Legend of Huma, 1998)
- Kaz le minotaure, Fleuve noir, 2001 ((en) Kaz the Minotaur, 1990)

### UniversAge of Conan
- (en) The God in the Moon, 2006
- (en) The Silent Enemy, 2006

### UniversDiablo

#### SérieLa Guerre du péché
1. Droits du sang, Panini, 2010 ((en) Birthright, 2006)
2. Les Écailles du serpent, Panini, 2010 ((en) Scales of the Serpent, 2007)
3. Le Prophète voilé, Panini, 2011 ((en) The Veiled Prophet, 2007)

#### Romans indépendants
- La Loi du sang, Fleuve noir, 2003 ((en) Legacy of Blood, 2001)
- Le Royaume des ombres, Fleuve noir, 2003 ((en) The Kingdom of Shadow, 2002)
- La Lune de l'araignée, Panini, 2010 ((en) Moon of the Spider, 2006)

### UniversWarcraft

#### SérieLa Guerre des Anciens
1. Le Puits d'éternité, Fleuve noir, 2005 ((en) The Well of Eternity, 2004)
2. L'Âme du dragon, Fleuve noir, 2005 ((en) The Demon Soul, 2004)
3. L'Apocalypse, Fleuve noir, 2006 ((en) The Sundering, 2005)

#### Romans indépendants
- Le Jour du dragon, Fleuve noir, 2001 ((en) Day of the Dragon, 2001)

### UniversWorld of Warcraft
- La Nuit du dragon, Panini, 2012 ((en) Night of the Dragon, 2008)
- Hurlorage, Panini, 2011 ((en) Stormrage, 2010)
- Cœur de loup, Panini, 2011 ((en) Wolfheart, 2011)
- L'Aube des aspects, Panini, 2014 ((en) Dawn of the Aspects, 2013)

### SérieNick Medea
1. (en) Black City Saint, 2016

### Romans indépendants
- (en) The Janus Mask, 1995
- (en) Beastmaster: Myth, 2009Écrit avec Sylvio Tabet.

### Comics et mangas
- Mage, en collaboration avec Ryo Kawakami, Soleil, 2012.
- Le Puits solaire, trilogie en collaboration avec Kim Jae-hwan :
  - La Chasse au dragon, Soleil Manga, 2006.
  - Les Ombres de glace, Soleil Manga, 2006.
  - Les Terres fantômes, Soleil Manga, 2007.
- Legends, 5 tomes chez Soleil, en collaboration :
  - Vol. 1, 2008.
  - Vol. 2, 2008.
  - Vol. 3, 2009.
  - Vol. 4, 2009.
  - Vol. 5, 2010.